# 贴金

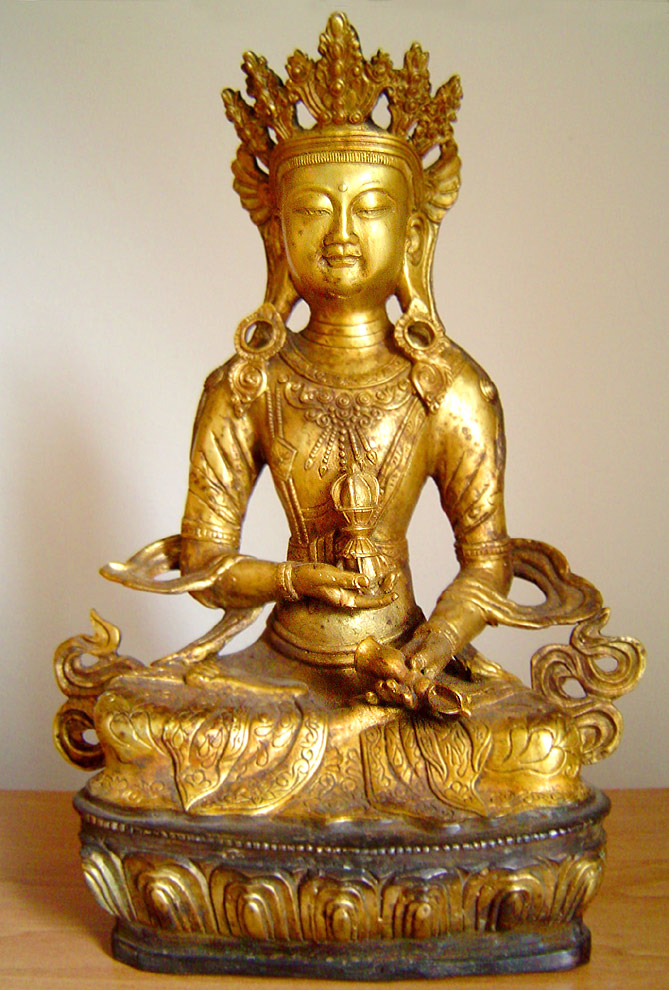
西藏贴金金刚萨埵

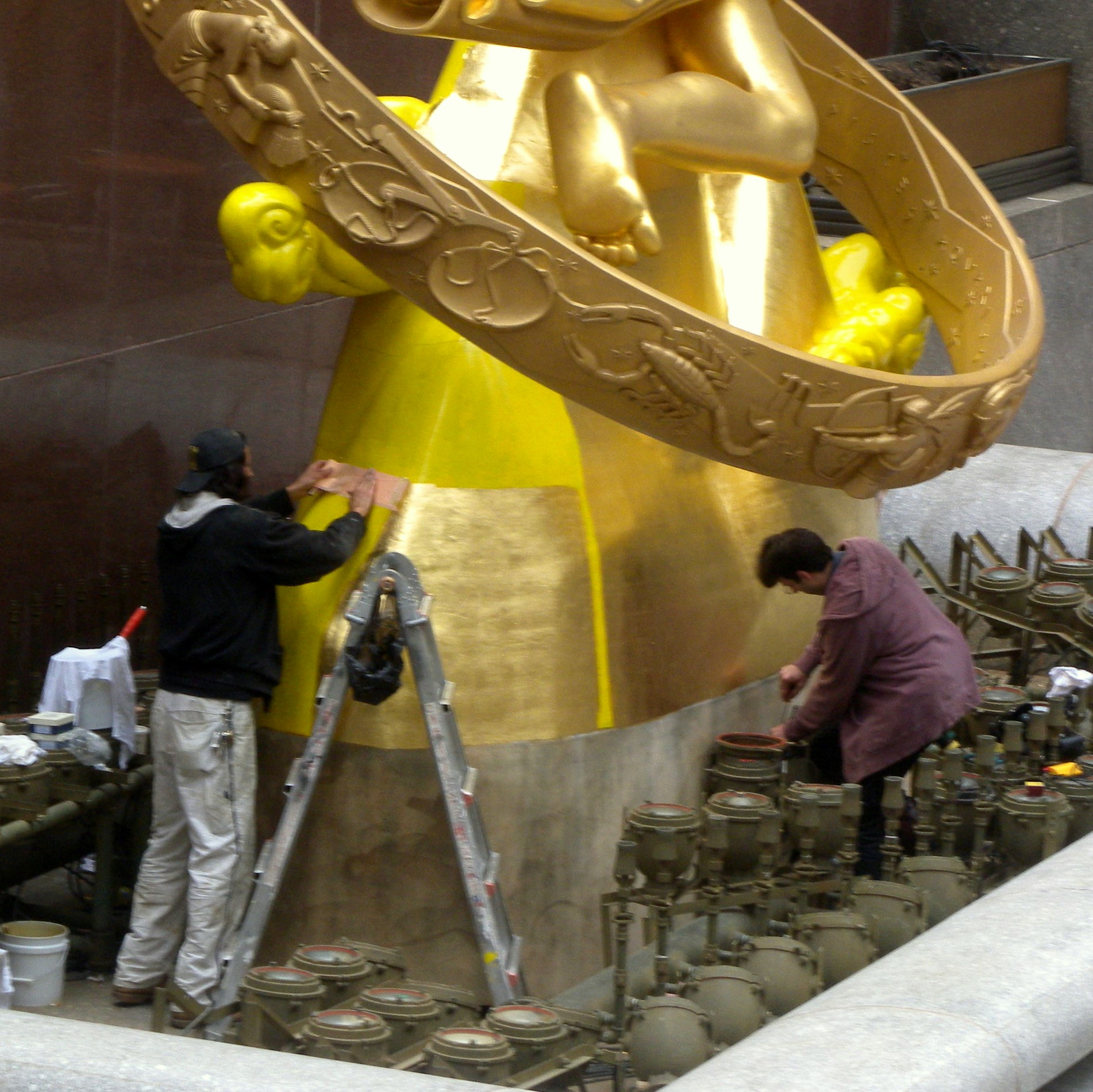
重新给塑像贴金

贴金，全称「贴金箔」，是将金箔贴在固体表面的装饰技术。不同于包金、鎏金或镀金。

## 工艺
黄金的延展性甚好，一克黄金可以拉成1800米的金丝，可制造成厚0.002毫米的金箔。傳統的貼金法乃用生漆调以配油（熬煉過的熟桐油），再滲入少量银硃，制作为金地漆。把金地漆抹在器物表面，在快乾的時候用竹夾覆上金箔，以軟毛筆在金箔襯纸纸背上轻刷，然后以丝绵球轻揉，金箔就會貼在器物表面上。再用清豆漿薄刷一遍，乾了以後塗上一層金漆（生漆调以配油而成）來保護貼金層。

## 历史
中国很早就有贴金工艺。古埃及，古希腊也有贴金的技术。

## 文化
贴金是常用的装饰手段，如给佛像贴金，演化出“装饰美化”的意思，可用于比喻给人增添荣光，例句：给您老脸上贴金。